# Campeonato da Europa de Atletismo de 2016 - Meia maratona masculina
A prova da meia maratona masculina do Campeonato da Europa de Atletismo de 2016 foi disputada no dia 10 de julho de 2016 pelas ruas de Amesterdão,  nos Países Baixos.  Devido a 2016 ser um ano olímpico, a maratona é substituída por uma meia maratona. Esta foi a primeira vez que a meia maratona foi executada durante os Campeonatos da Europa.

## Recordes
Antes desta competição, os recordes mundiais e continentais nesta prova eram os seguintes:
|                 | Nome            | Nacionalidade | Tempo   | Local  | Data                |
| --------------- | --------------- | ------------- | ------- | ------ | ------------------- |
| Recorde mundial | Zersenay Tadese | Eritreia      | 58ms23s | Lisboa | 21 de março de 2010 |
| Recorde europeu | Mo Farah        | Reino Unido   | 59ms32s | Lisboa | 22 de março de 2015 |

## Medalhistas
| Ouro                  | Prata                    | Bronze               |
| Tadesse Abraham (SUI) | Kaan Kigen Özbilen (TUR) | Daniele Meucci (ITA) |

## Cronograma
Todos os horários são locais (UTC+2).
| Data        | Hora | Evento |
| ----------- | ---- | ------ |
| 10 de julho | 9:50 | Final  |

## Resultados

### Individual

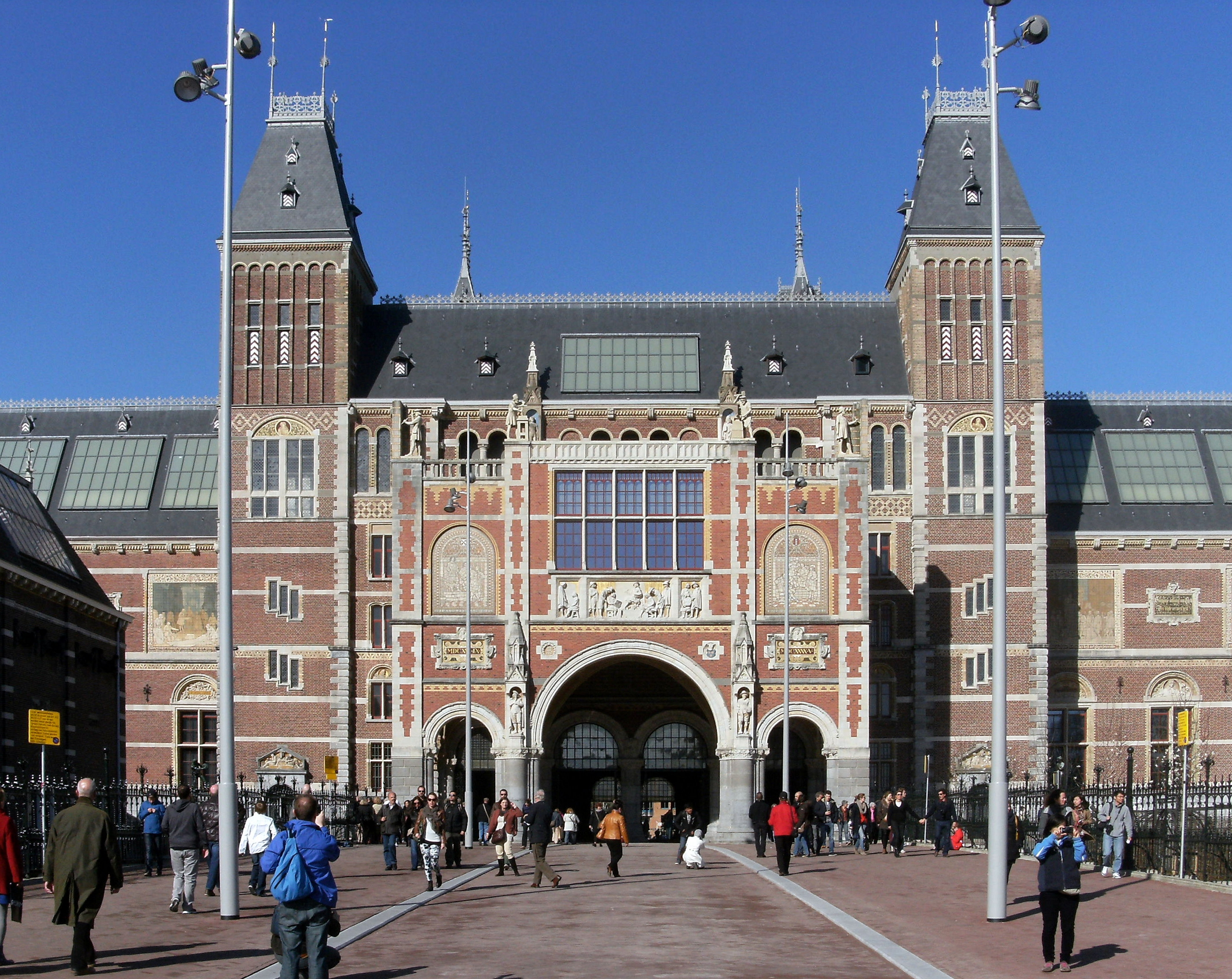
A entrada do Rijksmuseum onde ocorreu o início e o fim da prova

| Posição           | Atleta                  | Nacionalidade | Tempo   | Notas                |
| ----------------- | ----------------------- | ------------- | ------- | -------------------- |
| Medalha de ouro   | Tadesse Abraham         | Suíça         | 1:02:03 |                      |
| Medalha de prata  | Kaan Kigen Özbilen      | Turquia       | 1:02:27 |                      |
| Medalha de bronze | Daniele Meucci          | Itália        | 1:02:38 | Recorde da temporada |
| 4                 | Marcin Chabowski        | Polónia       | 1:02:54 | Recorde da temporada |
| 5                 | Abdi Hakin Ulad         | Dinamarca     | 1:03:22 |                      |
| 6                 | Abdi Nageeye            | Países Baixos | 1:03:43 |                      |
| 7                 | Hassan Chahdi           | França        | 1:03:43 |                      |
| 8                 | Carles Castillejo       | Espanha       | 1:03:52 |                      |
| 9                 | Callum Hawkins          | Grã-Bretanha  | 1:03:57 |                      |
| 10                | Jesús España            | Espanha       | 1:04:01 |                      |
| 11                | Dmytro Lashyn           | Ucrânia       | 1:04:11 | Recorde da temporada |
| 12                | Ayad Lamdassem          | Espanha       | 1:04:13 |                      |
| 13                | Stefano La Rosa         | Itália        | 1:04:15 |                      |
| 14                | Mikael Ekvall           | Suécia        | 1:04:28 | Recorde da temporada |
| 15                | Julien Lyon             | Suíça         | 1:04:40 | Recorde pessoal      |
| 16                | Szymon Kulka            | Polónia       | 1:04:47 |                      |
| 17                | Paul Pollock            | Irlanda       | 1:04:58 |                      |
| 18                | Ercan Muslu             | Turquia       | 1:05:00 |                      |
| 19                | Evans Kiplagat          | Azerbaijão    | 1:05:01 |                      |
| 20                | Lemawork Ketema         | Áustria       | 1:05:10 |                      |
| 21                | Mustafa Mohamed         | Suécia        | 1:05:11 |                      |
| 22                | Roman Prodius           | Moldávia      | 1:05:14 |                      |
| 23                | David Nilsson           | Suécia        | 1:05:16 |                      |
| 24                | Julian Flügel           | Alemanha      | 1:05:18 |                      |
| 25                | Marius Ionescu          | Roménia       | 1:05:21 |                      |
| 26                | Adrian Lehmann          | Suíça         | 1:05:21 |                      |
| 27                | Michel Butter           | Países Baixos | 1:05:24 | Recorde da temporada |
| 28                | Soufiane Bouchikhi      | Bélgica       | 1:05:31 |                      |
| 29                | Ruggero Pertile         | Itália        | 1:05:48 |                      |
| 30                | Asbjørn Ellefsen Persen | Noruega       | 1:05:56 |                      |
| 31                | Roman Fosti             | Estónia       | 1:06:00 | Recorde da temporada |
| 32                | Mick Clohisey           | Irlanda       | 1:06:00 |                      |
| 33                | Philipp Pflieger        | Alemanha      | 1:06:01 |                      |
| 34                | Kevin Seaward           | Irlanda       | 1:06:20 |                      |
| 35                | Rui Pinto               | Portugal      | 1:06:28 |                      |
| 36                | Tom Wiggers             | Países Baixos | 1:06:29 |                      |
| 37                | Marius Øyre Vedvik      | Noruega       | 1:06:29 |                      |
| 38                | Xavier Chevrier         | Itália        | 1:06:31 |                      |
| 39                | Bart van Nunen          | Países Baixos | 1:06:41 |                      |
| 40                | Ihor Russ               | Ucrânia       | 1:06:45 | Recorde da temporada |
| 41                | Oleksandr Matviychuk    | Ucrânia       | 1:06:53 |                      |
| 42                | Matthew Bond            | Grã-Bretanha  | 1:07:00 |                      |
| 43                | Yimer Getahun           | Israel        | 1:07:02 | Recorde da temporada |
| 44                | Fredrik Uhrbom          | Suécia        | 1:07:06 |                      |
| 45                | Mert Girmalegesse       | Turquia       | 1:07:07 |                      |
| 46                | Serkan Kaya             | Turquia       | 1:07:09 |                      |
| 47                | Christian Kreienbühl    | Suíça         | 1:07:09 |                      |
| 48                | Remigijus Kančys        | Lituânia      | 1:07:12 |                      |
| 49                | José Moreira            | Portugal      | 1:07:17 |                      |
| 50                | Jarkko Järvenpää        | Finlândia     | 1:07:21 |                      |
| 51                | Jens Nerkamp            | Alemanha      | 1:07:22 |                      |
| 52                | Lee Merrien             | Grã-Bretanha  | 1:07:29 |                      |
| 53                | Yohan Durand            | França        | 1:07:32 |                      |
| 54                | Yuriy Rusyuk            | Ucrânia       | 1:07:38 |                      |
| 55                | Jānis Viškers           | Letônia       | 1:07:40 |                      |
| 56                | Maru Teferi             | Israel        | 1:07:40 |                      |
| 57                | Sergiu Ciobanu          | Irlanda       | 1:07:46 |                      |
| 58                | Edwin Kemboi            | Áustria       | 1:07:51 |                      |
| 59                | Milan Kocourek          | Chéquia       | 1:08:00 |                      |
| 60                | Jonas Lurås Hammer      | Noruega       | 1:08:06 |                      |
| 61                | Konstantinos Gkelaouzos | Grécia        | 1:08:09 |                      |
| 62                | Roman Romanenko         | Ucrânia       | 1:08:14 |                      |
| 63                | Samuel Barata           | Portugal      | 1:08:30 |                      |
| 64                | Jiří Homoláč            | Chéquia       | 1:08:34 |                      |
| 65                | Daniele D'Onofrio       | Itália        | 1:08:41 |                      |
| 66                | Romain Courcières       | França        | 1:08:42 |                      |
| 67                | Marcel Berni            | Suíça         | 1:08:47 |                      |
| 68                | Hans Kristian Fløystad  | Noruega       | 1:08:55 |                      |
| 69                | Gábor Józsa             | Hungria       | 1:08:57 |                      |
| 70                | Berihun Wuve            | Israel        | 1:09:11 |                      |
| 71                | Valentin Pfeil          | Áustria       | 1:09:34 |                      |
| 72                | Iván Fernández          | Espanha       | 1:09:38 |                      |
| 73                | Yavuz Ağralı            | Turquia       | 1:09:41 |                      |
| 74                | Anton Kosmač            | Eslovênia     | 1:09:45 |                      |
| 75                | Eirik Gramstad          | Noruega       | 1:09:55 |                      |
| 76                | Rui Pedro Silva         | Portugal      | 1:10:04 |                      |
| 77                | Jonathan Hay            | Grã-Bretanha  | 1:10:08 |                      |
| 78                | Ageze Guadie            | Israel        | 1:10:45 |                      |
| 79                | Pavel Dymák             | Chéquia       | 1:10:55 |                      |
| 80                | Andreas Kempf           | Suíça         | 1:11:10 |                      |
| 81                | Taras Salo              | Ucrânia       | 1:11:24 |                      |
| 82                | Vít Pavlišta            | Chéquia       | 1:11:58 |                      |
| 83                | Marcel Tschopp          | Liechtenstein | 1:15:36 |                      |
| 84                | Ørjan Grønnevig         | Noruega       | 1:18:12 |                      |
| 85                | Pedro Ribeiro           | Portugal      | DNF     |                      |
| 85                | Khalid Choukoud         | Países Baixos | DNF     |                      |
| 85                | Hendrik Pfeiffer        | Alemanha      | DNF     |                      |
| 85                | Arne Gabius             | Alemanha      | DNF     |                      |
| 85                | Mark Hanrahan           | Irlanda       | DNF     |                      |
| 85                | Gary Murray             | Irlanda       | DNF     |                      |
| 85                | Polat Kemboi Arıkan     | Turquia       | DNF     |                      |
| 85                | Iolo Nikolov            | Bulgária      | DNF     |                      |

### Equipes
| Posição           | Nacionalidade | Tempo   | Notas |
| ----------------- | ------------- | ------- | ----- |
| Medalha de ouro   | Suíça         | 3:12:04 |       |
| Medalha de prata  | Espanha       | 3:12:06 |       |
| Medalha de bronze | Itália        | 3:12:41 |       |
| 4                 | Turquia       | 3:14:34 |       |
| 5                 | Suécia        | 3:14:55 |       |
| 6                 | Países Baixos | 3:15:36 |       |
| 7                 | Irlanda       | 3:17:18 |       |
| 8                 | Ucrânia       | 3:17:49 |       |
| 9                 | Reino Unido   | 3:18:26 |       |
| 10                | Alemanha      | 3:18:41 |       |
| 11                | França        | 3:19:57 |       |
| 12                | Noruega       | 3:20:31 |       |
| 13                | Portugal      | 3:22:15 |       |
| 14                | Áustria       | 3:22:35 |       |
| 15                | Israel        | 3:23:53 |       |
| 16                | Chéquia       | 3:27:29 |       |

Legenda
| Recorde mundial       | Recorde mundial (World record)               |                       | Recorde africano                      | Recorde africano (African) |                                           | Q | Classificado por posição (Qualified) |
| Recorde do campeonato | Recorde do campeonato (Championship record)  | Recorde da América    | Recorde da América (Americas)         | q                          | Classificado por melhor tempo (Qualified) |   |                                      |
| Melhor marca do ano   | Melhor marca do ano (World leading)          | Recorde asiático      | Recorde asiático (Asian)              | DNS                        | Não largou (Did not start)                |   |                                      |
| Recorde nacional      | Recorde nacional (National record)           | Recorde europeu       | Recorde europeu (European)            | DNF                        | Não terminou (Did not finish)             |   |                                      |
| Recorde pessoal       | Recorde pessoal do atleta (Personal best)    | Recorde da Oceania    | Recorde da Oceania (Oceania)          | DSQ / DQ                   | Desclassificado (Disqualified)            |   |                                      |
| Recorde da temporada  | Recorde da temporada do atleta (Season best) | Recorde sul-americano | Recorde sul-americano (South America) | NM                         | Sem marca (No mark)                       |   |                                      |